# Macromitrium nitidum
Macromitrium nitidum är en bladmossart som beskrevs av J. D. Hooker och William M. Wilson 1844. Macromitrium nitidum ingår i släktet Macromitrium och familjen Orthotrichaceae. Inga underarter finns listade i Catalogue of Life.